# Metaxia solitaria
Metaxia solitaria is een slakkensoort uit de familie van de Triphoridae. De wetenschappelijke naam van de soort is voor het eerst geldig gepubliceerd in 1979 door B.A. Marshall.